# Samar Amer
Samar Amer, née le 4 avril 1995 à Médinet el-Fayoum, est une lutteuse égyptienne.

## Carrière
Samar Amer est médaillée d'or dans la catégorie des moins de 76 kg aux Championnats d'Afrique de lutte 2022 à El Jadida et aux Championnats d'Afrique de lutte 2023 à Hammamet.
.

## Palmarès

### Championnats du monde
- Médaille de bronze en lutte féminine dans la catégorie des moins de 76 kg en 2021 à Oslo

### Championnats d'Afrique
- Médaille d'or en lutte féminine dans la catégorie des moins de 75 kg en 2016 à Alexandrie
- Médaille d'or en lutte féminine dans la catégorie des moins de 76 kg en 2018 à Port Harcourt
- Médaille d'or en lutte féminine dans la catégorie des moins de 72 kg en 2019 à Hammamet
- Médaille d'or en lutte féminine dans la catégorie des moins de 76 kg en 2020 à Alger
- Médaille d'or en lutte féminine dans la catégorie des moins de 76 kg en 2022 à El Jadida
- Médaille d'or en lutte féminine dans la catégorie des moins de 76 kg en 2023 à Hammamet

### Jeux africains
- Médaille de bronze en lutte féminine dans la catégorie des moins de 76 kg en 2024 à Accra
- Médaille de bronze en lutte féminine dans la catégorie des moins de 68 kg en 2019 à Rabat

### Jeux méditerranéens
- Médaille de bronze en lutte féminine dans la catégorie des moins de 68 kg en 2018 à Tarragone
- Médaille de bronze en lutte féminine dans la catégorie des moins de 76 kg en 2022 à Oran

### Jeux méditerranéens de plage
- Médaille d'or en lutte de plage féminine dans la catégorie des plus de 70 kg en 2015 à Pescara